# Elephant (chanson)
Singles par Alexandra Burke
The Silence
(2010) Let It Go
(2012)
Singles par Erick Morillo
Stronger
(2011)
Elephant est une chanson de la chanteuse britannique Alexandra Burke sortie le 9 mars 2012 en tant que single, en collaboration avec le DJ d musique house américain Erick Morillo. La chanson a été écrite par Alexandra Burke, Erick Morillo, Brittany Burton, Harry Romero, Jose Nuñez, Josh Wilkinson et produite par Erick Morillo, Mike Spencer. Sortie sous les labels Syco Music et Sony Music, Elephant sort au Royaume-Uni le 11 mars 2012. Aux États-Unis le single sort le 13 mars 2012, il s'agit du premier single d'Alexandra Burke dans ce pays. Le single entre 7e en Irlande et 3e au Royaume-Uni.

## Liste des pistes
- Téléchargement digital[1]

1. Elephant – 3:50
2. Elephant (Sympho Nympho Remix) – 5:31
3. Elephant (Breathless Version) – 4:05

- CD single[2]

1. Elephant – 3:50
2. Elephant (Sympho Nympho Remix) – 5:31

- Wideboys Remixes single

1. Elephant (Wideboys Extended Remix) - 6:07
2. Elephant (Wideboys Dub Remix) - 6:07
3. Elephant (Wideboys Radio Edit) - 4:02

## Classement par pays
| Classement (2012)                      | Meilleure position |
| -------------------------------------- | ------------------ |
| Belgique (Flandre Ultratop 50 Singles) | 43                 |
| Belgique (Flandre Ultratip 100)        | 11                 |
| Croatie (Airplay Radio Chart)          | 40                 |
| Irlande (IRMA)                         | 7                  |
| Slovaquie (IFPI Rádio)                 | 14                 |
| Royaume-Uni (UK Dance Chart)           | 1                  |
| Écosse (OCC)                           | 2                  |
| Royaume-Uni (UK Singles Chart)         | 3                  |

## Historique de sortie
| Pays        | Date          | Format                 | Label                  |
| ----------- | ------------- | ---------------------- | ---------------------- |
| Irlande     | 9 mars 2012   | Téléchargement digital | Syco Music, Sony Music |
| Royaume-Uni | 11 mars 2012  | Téléchargement digital | Syco Music, Sony Music |
| États-Unis  | 13 mars 2012  | Téléchargement digital | Subliminal Records     |
| France      | 13 mars 2012  | Téléchargement digital | Subliminal Records     |
| Allemagne   | 13 mars 2012  | Téléchargement digital | Subliminal Records     |
| Italie      | 24 avril 2012 | CD single              | X-Energy Records       |